# Duri Camichel
Duri Camichel (* 6. Mai 1982 in Samedan; † 28. April 2015 bei Parismina, Limón, Costa Rica) war ein Schweizer Eishockeyspieler, der im Laufe seiner Karriere für den EV Zug und die Rapperswil-Jona Lakers in der National League A aktiv war. Sein Vater Werner war ein erfolgreicher Bobfahrer, während sein Bruder Corsin ebenfalls ehemaliger Eishockeyspieler ist.

## Karriere
Duri Camichel begann seine Karriere genau wie sein Bruder Corsin beim EHC St. Moritz. 1998 wechselte Duri in den Nachwuchs des EV Zug, wo er zunächst bei den U20-Junioren in der Elite A zum Einsatz kam. Während der Spielzeit 1999/2000 debütierte Camichel für die Herrenmannschaft in der Nationalliga A. In der Folge absolvierte er über 400 NLA-Spiele für den EV Zug. Ab 2007 war er zudem Mannschaftskapitän seines Teams.
Mitte der Spielzeit 2008/09 wechselte sein Bruder Corsin vom HC Ambrì-Piotta zum EV Zug, so dass das Brüderpaar nach zehn Jahren wieder für denselben Verein spielte.
Ende Dezember 2011 unterschrieb Camichel einen Dreijahresvertrag beim Ligakonkurrenten Rapperswil-Jona Lakers, der ihn ab der Saison 2012/13 an die Lakers band. Im Januar 2014 beendete Camichel seine Laufbahn.
Am 28. April 2015 verunglückte Duri Camichel in Costa Rica mit dem Auto tödlich. Mit ihm im Wagen war der Personal-Coach von Mark Streit, Harry Andereggen, der ebenfalls sein Leben verlor.

### International
Duri Camichel kam bei drei Weltmeisterschaften für die Schweiz zum Einsatz. 2000 nahm er an der U18-Weltmeisterschaft und 2001 an der U20-Weltmeisterschaft teil. 2007 absolvierte er seine einzige Weltmeisterschaft der Herren, wobei er in sieben Spielen eine Torvorlage beisteuerte und mit dem Nationalteam den achten Platz belegte.

## Karrierestatistik
(Legende zur Spielerstatistik: Sp oder GP = absolvierte Spiele; T oder G = erzielte Tore; V oder A = erzielte Assists; Pkt oder Pts = erzielte Scorerpunkte; SM oder PIM = erhaltene Strafminuten; +/− = Plus/Minus-Bilanz; PP = erzielte Überzahltore; SH = erzielte Unterzahltore; GW = erzielte Siegtore; 1 Play-downs/Relegation; Kursiv: Statistik nicht vollständig)